# Pratersauna

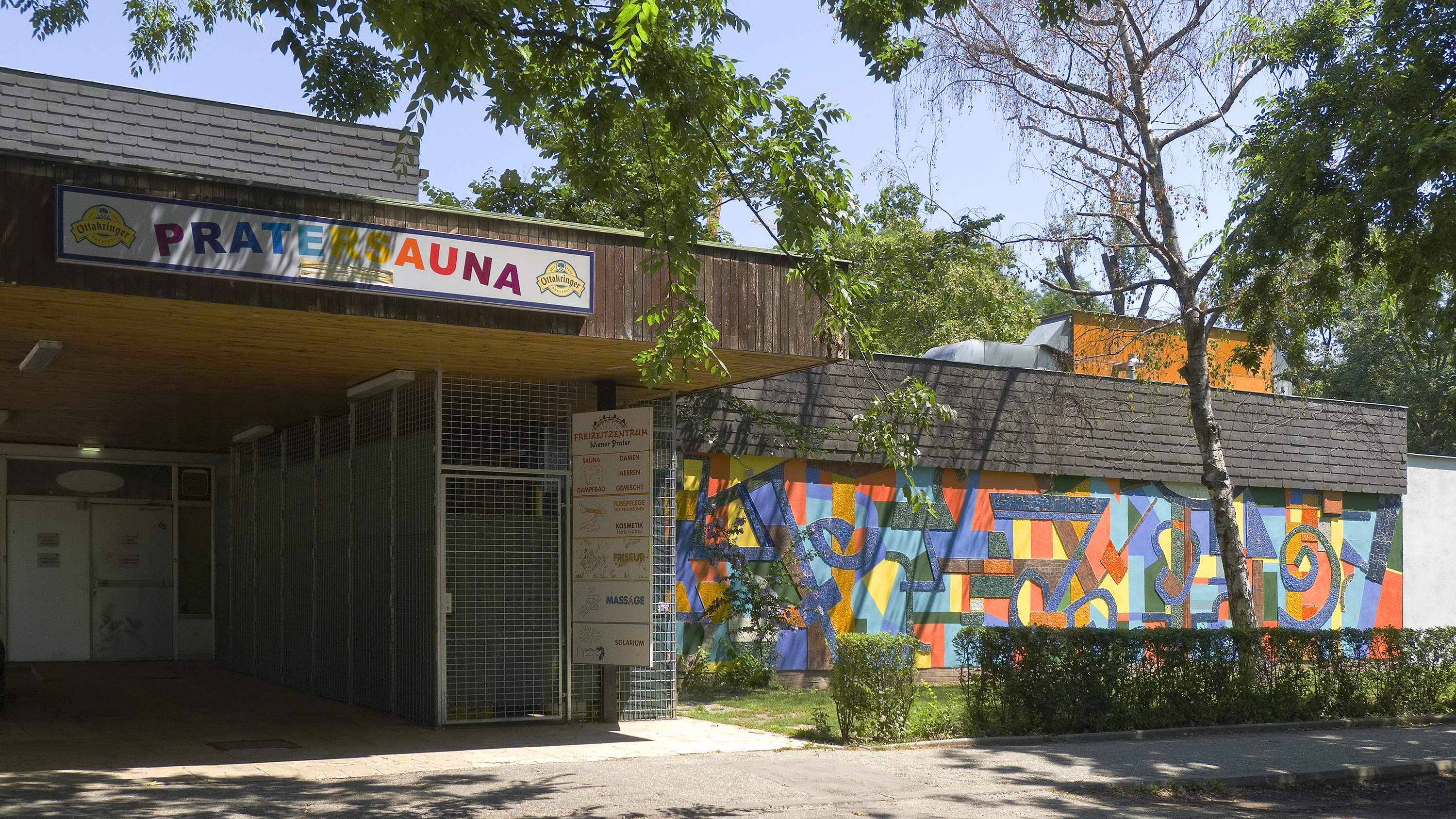
Die Pratersauna

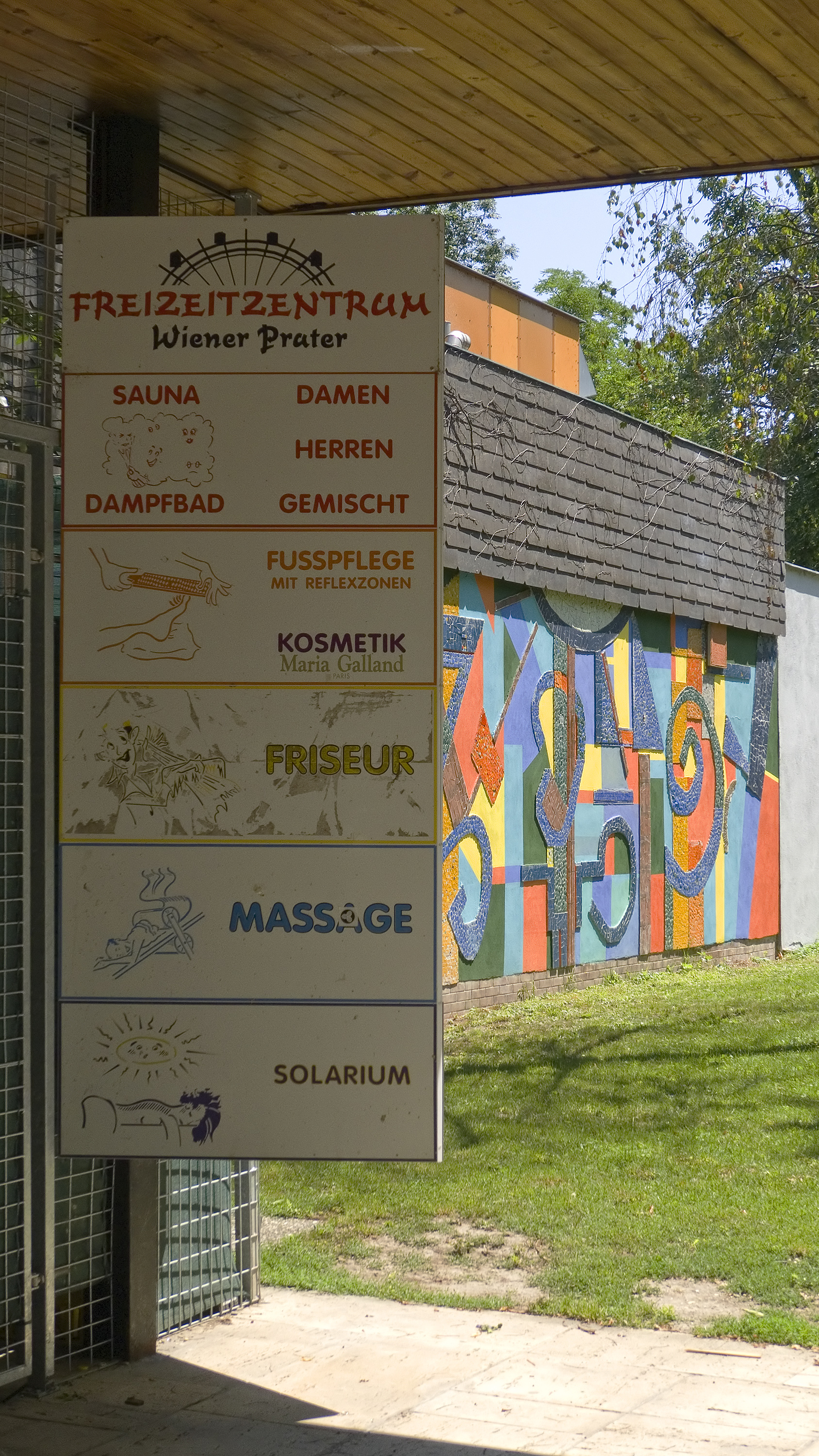
Der Eingangsbereich

Die Pratersauna ist ein House-, Electro- und Techno-Club in der Waldsteingartenstraße 135 im 2. Wiener Gemeindebezirk Leopoldstadt, der im Juli 2009 eröffnet wurde.

## Geschichte
Eröffnet wurde die Sauna im Wiener Prater, neben dem Messegelände, 1965. Sie wurde zum Treffpunkt der „Halböffentlichkeit“, so soll sich dort etwa die russische Mafia getroffen haben, und zeitweise diente der Ort als Swingerclub. Die Pratersauna bekam dadurch ein Schmuddeleck-Image, das sie nicht mehr loswurde; bis auf ein kleines Stammpublikum blieben die Gäste trotz mehrfacher Versuche, die Sauna wiederzubeleben, aus.
Ende 2008 wurde die Pratersauna geschlossen. 2009 wurden der Marketingunternehmer Hennes Weiss und der Immobilienentwickler Stefan Hiess neue Pächter der nach 45 Jahren kaum veränderten Sauna. Sie unterzogen das Gebäude einer Generalsanierung und bauten es zum Club mit Bar um. Es gibt seitdem zwei Terrassen. Im Sommer wird an Wochenenden im Freien gegrillt und der Pool hat geöffnet, weitere Um- und Zubauten bzw. Erneuerungsarbeiten waren geplant. Die Eröffnung der neuen Pratersauna erfolgte im Juli 2009.
Ende 2015 wurde bekannt, dass die Pratersauna Anfang 2016 schließen würde und nach einer Neuübernahme durch die Dots-Gruppe mit Eigentümer Martin Ho im März 2016 wiedereröffnet werde. Die letzte Veranstaltung vor der Schließung fand am 30. Jänner 2016 statt. Die Wiedereröffnung nach einer Revitalisierung, bei der unter anderem der Garten vergrößert wurde, fand am 29. April 2016 statt.

## Veranstaltungen
Von Anfang an gab es die wöchentliche House- und Electro-Veranstaltungsreihe Praterei (Zusatz: educated underground dance music), in der neben internationalen Gästen (wie etwa Motor City Drum Ensemble, Praterei #13) und Residents wie Kido Soon, willFling, felix „BNCKD“ leiter und Rainer Klang lokale Produzenten elektronischer Musik und DJs rund um Labels wie Affine Records (Ogris Debris, JSBL, Dorian Concept, The Clonious u. a.) oder Kollektive wie The Loud Minority und Prater Unser auftreten und den Club zum Zentrum der jungen Wiener (Deep) House und (Detroit) Techno-Szene machen.

### VeranstaltungsreihePerspective
Seit dem 25. August 2023 ist die Pratersauna Gastgeberin für die aufstrebende Drum-and-Bass-Veranstaltungsreihe Perspective. Diese Events haben sich als fester Bestandteil des Clubprogramms etabliert und finden regelmäßig an ausgewählten Freitagen von 23:00 bis 6:00 Uhr statt. Die Veranstaltung präsentiert sowohl etablierte Künstler als auch aufstrebende lokale DJs.

#### Musikrichtung
Perspective konzentriert sich auf Drum and Bass, insbesondere Neurofunk, und hat bereits einige bedeutende Künstler dieses Genres wie Bou, Harriet Jaxxon und Alcemist auf die Bühne gebracht. Neben den internationalen Headlinern bietet Perspective aber auch eine Plattform für lokale Talente, Youphoria, Skabe und Inaya haben bereits die Tanzfläche mit ihren energiegeladenen Sets zum Beben gebracht.

## Presse
Die Leser des Berliner Musikmagazins DeBug wählten die Pratersauna 2010 zum zweitbesten Club. Die Redaktion der Zeitschrift meinte dazu: „Mit dem Überflieger Pratersauna würden wir sogar die sanfte These wagen, dass Wien im nächsten Jahrtausend das neue Berlin wird.“ In der Zeitschrift The Gap wurden zum dreijährigen Jubiläum die Atmosphäre, Türsteher und Charme des Clubs gelobt.